# Alpine Skiweltmeisterschaften 1989
Die 30. Alpinen Skiweltmeisterschaften fanden vom 29. Januar bis 12. Februar 1989 in Vail im US-Bundesstaat Colorado statt.

## Programm
| Datum       | Uhrzeit             | Herren               | Damen                |
| ----------- | ------------------- | -------------------- | -------------------- |
| 29. Januar  | 08:45 h und 11:15 h |                      | Kombinations-Slalom  |
| 30. Januar  | 08:45 h und 11.45 h | Kombinations-Slalom  |                      |
| 02. Februar | 11:00 h             |                      | Kombinations-Abfahrt |
| 03. Februar | 11:00 h             | Kombinations-Abfahrt |                      |
| 04. Februar | 11:00 h             | Abfahrt              |                      |
| 05. Februar | 13:00 h             |                      | Abfahrt              |
| 06. Februar | 09.00 h und 11:30 h |                      | Slalom               |
| 07. Februar | 09:00 h             | Super-G              |                      |
| 08. Februar | 09:00 h             |                      | Super-G              |
| 09. Februar | 09.00 und 11:30 h   | Riesenslalom         |                      |
| 11. Februar | 09.00 und 11:30 h   |                      | Riesenslalom         |
| 12. Februar | 09.00 und 11:30 h   | Slalom               |                      |

## Eröffnung
Die Weltmeisterschaften wurden am 29. Januar um 18 Uhr Ortszeit in der Dobson-Eisarena eröffnet. Der ehemalige US-Präsident Gerald Ford, der als eifriger Förderer des Aufstiegs dieser Skiregion zu einem der größten Skigebiete der USA galt, fand sich dazu ein. John Denver gab ein Konzert.
Anmerkung: Vail war eigentlich für die Olympischen Winterspiele 1976 als Veranstaltungsort der alpinen Skirennen vorgesehen gewesen, doch hatte Denver als offizieller Bewerber damals seine Kandidatur wegen der grünen Umweltschützer (Ever-Greens) nach einer 1972 erfolgten Volksbefragung im Bundesstaat Colorado zurückziehen müssen – doch mittlerweile hatten diese längst die Segel gestrichen.
Die Zahl der teilnehmenden Sportler wurde mit ca. 500 und die der Nationen konkret mit 43 angegeben (vorerst war von 50 Nationen die Rede gewesen).

## FIS-Weltranglisten
Rechtzeitig vor Beginn der Weltmeisterschaften veröffentlichte die FIS die aktuellen Weltranglisten.

Bei den Herren lag Girardelli in Abfahrt und Slalom voran, wobei in der Abfahrt Höflehner, Zurbriggen, Mahrer, Müller und der Südtiroler Michael Mair die nächsten Plätze belegten. Im Slalom waren es Tomba, Bittner, Gstrein, Frommelt, Nilsson. Wörndl war auf Rang 12 platziert. Im Super-G führte Piccard vor Wasmeier, Zurbriggen, Hangl, Girardelli, Tomba, Stock. Im Riesenslalom war es Tomba vor Nierlich, Zurbriggen, Girardelli; Stenmark war Achter.

Bei den Damen führte Schneider sowohl im Riesenslalom als auch Slalom – im „Riesen“ vor Svet, Quittet, Christine Meier, Ulrike Maier und Wachter (die schon zurückgetretene Kinshofer schien noch auf Rang 12 auf); im Slalom vor Fernandez-Ochoa, Svet, Oertli, McKinney, Ladstätter (die gar nicht nominiert war), Maierhofer und wiederum Kinshofer. In der Abfahrt lautete die Reihenfolge Figini, Walliser, Kiehl, Merle, Oertli, Wallinger, Wolf, Mösenlechner, Gafner, Michaela Gerg und Percy. Letztlich im Super-G war es Merle vor Wolf, Figini, Ulrike Maier, Mösenlechner, Svet, Wachter, Zoë Haas und Gerg.

## Teamnominierungen Schweiz und Österreich
Während der Schweizer Skiverband schon am 22. Januar die Nominierung für Vail mit je 12 Damen und Herren bekanntgab und Joël Gaspoz von Cheftrainer Karl Frehsner nicht berücksichtigt worden war, folgte der ÖSV erst einen Tag später. Das Verhältnis Herren zu Damen lautete 14 zu 10, wobei im Herrenteam gleich 6 Abfahrer aufschienen. Es war eine Qualifikation für den vierten Abfahrts-Startplatz zwischen Ortlieb, Rupp und Pfaffenbichler vorgesehen. Katrin Gutensohn, Ida Ladstätter und Erwin Resch wurden nicht berücksichtigt. Alpinchef Werner Wörndle vertrat die Devise, nur jene Damen und Herren mitzunehmen, die Medaillenchancen hatten.

## Verschiebungen
Da die Herrenabfahrt vom 4. auf den 6. Februar verschoben werden musste, ergaben sich auch für einige weitere Bewerbe neue Termine. Der für 6. Februar geplante Damenslalom wurde auf 7. Februar verschoben – und der für diesen Tag mit Beginn 11 Uhr vorgesehene Herren-Super-G fand gleich wie jener der Damen, der ebenfalls um 11 Uhr hätte gestartet werden sollen, am 8. Februar statt. Damit waren hierfür neue Startzeiten erforderlich. Unberührt blieben davon der Damen-Riesenslalom und der Herren-Riesenslalom und -Slalom.

### Finanzielles
Die Kosten der Veranstaltung wurden mit 12 Millionen US-$ beziffert, jedoch wurden durch den Fremdenverkehr Einnahmen von 70 Millionen US-$ erwartet.
Aus einer Zwischenbilanz ging hervor, dass den Veranstaltern nicht so sehr die niedrige Zuschauerzahl störte, sondern dass in der ersten Weltmeisterschaftswoche von den 25.000 Hotelbetten nur 60 % ausgebucht waren. Es gab aber die Meldung, dass 86 % der aufgelegten Tickets verkauft wurden. Allerdings waren Sponsoren die Hauptkäufer – und diese verschenkten die Karten nicht weiter, sondern ließen diese verfallen. Obwohl die Zuschauer ausblieben, hatte es (so schrieb es die „Arbeiterzeitung Wien“ am 14. Februar 1989 auf Seite 22 ab Spalte 4, unten) einen Gewinn von 5 Mio. Schilling gegeben.
Der FIS, die die Weltmeisterschaften mit einer „Spende“ von 10 Millionen CHFr ermöglicht hatte, wovon sie 5 % des Kartenverkaufs zurückerhalten sollte, blieben durch all die Umstände ca. 133 CHFr.

## Erwähnenswertes
- Sieht man von den Olympischen Winterspielen 1960 in Squaw Valley und von jenen 1980 in Lake Placid ab, bei denen die alpinen Skirennen auch als Weltmeisterschaften galten, waren es die ersten alpinen Skiweltmeisterschaften in den USA seit Aspen 1950.
- Ein Problem der Weltmeisterschaften war, dass diese außerhalb des Veranstaltungsortes kaum wahrgenommen wurden. US-Journalisten wunderten sich, dass derart viele Medienvertreter aus Europa angereist waren.[2][13]
- Als Streckenchefin fungierte die ehemalige Weltcupläuferin Cindy Nelson[14]
- Berühmt-berüchtigt wurde die von Pistenbauer Bernhard Russi konzipierte Herren-Abfahrtsstrecke mit ihrer bobbahnähnlichen Schikane «Rattle Snake Alley», in der viele der Läufer bessere Zeiten vergaben.
- Titelverteidigungen gelangen nur bei den Damen in der Abfahrt und im Riesenslalom.
- Bezogen auf europäische Verhältnisse, gab es erstmals in der Geschichte der alpinen Skirennen hinsichtlich der Fernseh-Übertragungen eine grundlegende Änderung bei den Zwischenzeiteinblendungen. Diese bezogen sich auf die jeweils führende Person – was bei Rennen in zwei Durchgängen überdies zur Folge hatte, dass im zweiten Lauf die Läuferin/der Läufer mit der aus dem ersten Durchgang mitgenommenen Zeit eingeblendet wurden. Die europäischen TV-Stationen hatten bei Zwischenzeiten immer eine an der erzielten Zeit gemessene Reihung gezeigt und zweite Durchgänge hatten bei Null begonnen. Die in den USA schon lange gehandhabte Vorgangsweise wurde bald danach aber auch bei den europäischen Rennen zur ständigen Einrichtung.[15]
- Die Anreise des deutschen Gesamt- und eines Teils des österreichischen Herrenteams (Abfahrer und Kombinierer) und auch einigen Journalisten mit dem „Lufthansa-Flug 430“, ausgehend von München über Frankfurt am Main, dauerte 29 Stunden. Die Mannschaften waren am 25. Januar um 13 h mit dem Ziel Chicago mit Weiterflug nach Denver abgeflogen, doch es gab eine lange Unterbrechung und die Reise ging erst am 26. Januar um 10.15 h Ortszeit nach Denver weiter, dort kam man am 27. Januar an und setzte die Reise zum WM-Ort fort. Vorerst hatte es zwar die Zwischenlandung in Chicago gegeben, danach kam es wegen technischer Probleme zu einer Umleitung nach Detroit, wo aber wegen eines Schneesturms zugewartet werden musste (und die Gruppe hinsichtlich der Übernachtungen zersplittert wurde). Ein Problem trat auch dadurch auf, dass die Stewardessen aus Zollgründen keine Getränke servieren durften.[16][17]
- Eine Panne gab es durch den Veranstalter, der im Zielraum auch die DDR-Fahne hisste, obwohl diese seit langem nicht mehr im alpinen Skisport vertreten war.[18]
- Im Riesenslalom der Damen kam es zu einer nachträglichen Disqualifikation der französischen Bronzemedaillen-Gewinnerin Christelle Guignard, wodurch Mateja Svet in der Wertung nachrückte und diese Bronzemedaille erhielt.
- Praktisch zum Beginn der Weltmeisterschaften präsentierte auf einem Info-Stand im Pressezentrum bereits der Veranstalter von 1991, Saalbach-Hinterglemm, sein Programm.[19]
- Beide Super-Gs wurden mit Start-Nr. 1 gewonnen.[20]
- Doppel-Olympiasieger Alberto Tomba blieb ohne Medaille: im Riesenslalom reichte es nach einem schlechten ersten Lauf nur mehr zu Rang 7, im Slalom schied er aus.
- Das schlechte Abschneiden des italienischen Herrenteams zog den sofortigen Rücktritt des Cheftrainers Sepp Messners und Techniktrainers Tino Pietrogiovanna nach sich.(Quelle vom 14. Februar; siehe bitte Slalom der Herren)
- Erstmals seit 1982 gelang den Läuferinnen und Läufern des ÖSV bei alpinen Weltmeisterschaften wieder Goldmedaillen. Allerdings gab es in der Damen-Abfahrt doch eine Enttäuschung, denn die Japanerin Emi Kawabata auf Rang 5 war mit einem Kaufhausski schneller als die beste österreichische Läuferin (Rang 12).
- Kurios war, dass während der Weltmeisterschaften der ÖSV am 3. Februar seine Abfahrtsmeisterschaften in Mallnitz durchführte, wobei Katrin Gutensohn vor Ingrid Stöckl bzw. Peter Wirnsberger II vor Stephan Eberharter gewannen.[21][22]
- Bei der gemeinsam mit Bernhard Russi, Ken Read und Toni Sailer erfolgten Besichtigung der Herrenabfahrtspiste kam das FIS- und IOC-Mitglied, der spanische Prinz Alfonso von Bourbon y Dampierre, Herzog von Anjou und Cádiz, am 30. Januar um 16 Uhr Ortszeit ums Leben. Er war mit dem Hals gegen ein Seil des Zieltransparents gefahren. Prinz Alfonso war der Enkel von König Alfons XIII. und Cousin des spanischen Königs Juan Carlos I. und war mit der Enkelin des ehemaligen spanischen Staatspräsidenten Generalissimo Francisco Franco verheiratet.[23]

### Die Abfahrtstrainings
Das erste Abfahrtstraining der Damen am 30. Januar, bei dem Figini voranlag, wurde nach schweren Stürzen von Beatrice Gafner und Barbara Sadleder (sie verletzten sich dabei) nach 16 Läuferinnen abgebrochen. Bei den weiteren Trainings waren am 31. Januar einmal Mösenlechner ex aequo mit Percy und einmal Merle, am 1. Februar waren es wieder einmal Figini und einmal Merle (wobei hier die Tessinerin verzichtet hatte). Die letzten Trainings fanden am 3. Februar statt, wobei einmal Gerg vor Percy und Mösenlechner und letztlich Emonet vor Heidi Zurbriggen und Mösenlechner gewannen. In der österreich-internen Entscheidung bekam Wallinger trotz eines Sturzes im ersten Trainingslauf den Vorzug gegenüber Sadleder.
Am 31. Januar begannen die Herren mit zwei Abfahrtstrainings, wobei jeweils Zurbriggen (einmal vor Wirnsberger, einmal vor Heinzer) Platz 1 belegte, jedoch am nächsten Tag mussten die Trainings, die trotz Windgeschwindigkeiten bis 130 km/h angesetzt worden waren, beim ersten Mal nach sechs Läufern (dieser Sechste war Zurbriggen, der über 40 m durch die Luft flog, auf seinem Brustkorb landete und sich schwere Prellungen zuzog) und das andere Mal nach vier abgebrochen werden. Das (allerdings vom Start der Kombinationsabfahrt) durchgeführte Abschlusstraining brachte einen Dreifach-Erfolg der Österreicher durch Roman Rupp (der sich damit qualifizierte, während Pfaffenbichler auf der Strecke blieb) Höflehner und Stock. Von den tatsächlichen Medaillengewinnern wurde Müller (mit Torfehler) Vierter und Alpiger Achter, während Tauscher nicht auffiel. Da die Abfahrt wegen Neuschnees auf den 6. Februar verschoben wurde, gab es am 5. Februar noch ein Training: Da siegte Klaus Gattermann vor Höflehner und den zeitgleichen Belczyk und Besse; von den (Mit)Favoriten gab es die Platzierungen 9 für Müller, 10 für Stock, 15 für Wirnsberger, 27 für Zurbriggen, 33 Rupp und 38 Girardelli.

## Männer

### Abfahrt
| Platz | Land | Sportler          | Zeit        |
| ----- | ---- | ----------------- | ----------- |
| 1     | FRG  | Hansjörg Tauscher | 2:10,39 min |
| 2     | SUI  | Peter Müller      | 2:10,58 min |
| 3     | SUI  | Karl Alpiger      | 2:10,67 min |
| 4     | SUI  | Daniel Mahrer     | 2:10,91 min |
| 5     | SUI  | William Besse     | 2:10,94 min |
| 6     | NOR  | Atle Skårdal      | 2:10,99 min |
| 7     | AUT  | Helmut Höflehner  | 2:11,24 min |
| 8     | AUT  | Peter Wirnsberger | 2:11,52 min |
| 9     | AUT  | Roman Rupp        | 2:11,60 min |
| 10    | FRG  | Klaus Gattermann  | 2:11,68 min |
| -     | -    | -                 | -           |
| 15    | SUI  | Pirmin Zurbriggen | 2:12,39 min |
| 18    | FRG  | Stefan Krauß      | 2:12,40 min |
| 20    | LIE  | Markus Foser      | 2:12,60 min |
| 22    | AUT  | Leonhard Stock    | 2:12,84 min |
| 29    | FRG  | Markus Wasmeier   | 2:13,98 min |

Titelverteidiger: Peter Müller (SUI)

Datum: 6. Februar, 12:30 Uhr

Piste: „Centennial“

Länge: 3480 m, Höhenunterschied: 853 m

Tore: 40
Am Start waren 55 Läufer, 52 von ihnen erreichten das Ziel.

### Super-G
| Platz | Land | Sportler               | Zeit        |
| ----- | ---- | ---------------------- | ----------- |
| 1     | SUI  | Martin Hangl           | 1:38,81 min |
| 2     | SUI  | Pirmin Zurbriggen      | 1:39,09 min |
| 3     | YUG  | Tomaž Čižman           | 1:39,18 min |
| 4     | AUT  | Hubert Strolz          | 1:39,49 min |
| 5     | FRG  | Markus Wasmeier        | 1:39,56 min |
| 6     | ITA  | Alberto Tomba          | 1:39,73 min |
| 7     | SWE  | Lars-Börje Eriksson    | 1:39,95 min |
| 8     | AUS  | Steven Lee             | 1:39,97 min |
| 9     | AUT  | Leonhard Stock         | 1:40,07 min |
| -     | -    | -                      | -           |
| 11    | SUI  | Franz Heinzer          | 1:40,21 min |
| 13    | AUT  | Hans Enn               | 1:40,36 min |
| 15    | FRG  | Hans Stuffer           | 1:40,45 min |
| 24    | FRG  | Michael Eder           | 1:40,90 min |
| 25    | AUT  | Helmut Mayer           | 1:40,94 min |
| 27    | SUI  | Urs Kälin              | 1:41,26 min |
| 28    | FRG  | Hansjörg Tauscher      | 1:41,31 min |
| 34    | LIE  | Markus Foser           | 1:41,86 min |
| 38    | LIE  | Günther Marxer         | 1:42,07 min |
| 45    | LIE  | Robert Büchel          | 1:42,76 min |
| 51    | LIE  | Silvio Wille           | 1:43,91 min |
| 63    | MEX  | Hubertus von Hohenlohe | 1:47,73 min |

Titelverteidiger: Pirmin Zurbriggen (SUI)

Datum: 8. Februar, 13:30 Uhr

Piste: „International“

Länge: 2234 m, Höhenunterschied: 598 m

Tore: 43
Am Start waren 98 Läufer, 91 von ihnen erreichten das Ziel.
Ausgeschieden u. a.: Peter Müller (SUI), Jonas Nilsson (SWE)

Hubert Strolz schien die Bronzemedaille beinahe sicher zu haben, ehe der mit Start-Nr. 22 ins Rennen gegangene Tomaž Čižman sich noch diese schnappte.

Weitere wichtige Platzierungen:

10. Franck Piccard (FRA) 1:40,09

14. Marc Girardelli (LUX) 1:40,41

### Riesenslalom
| Platz | Land | Sportler               | Zeit        |
| ----- | ---- | ---------------------- | ----------- |
| 1     | AUT  | Rudolf Nierlich        | 2:37,66 min |
| 2     | AUT  | Helmut Mayer           | 2:39,28 min |
| 3     | SUI  | Pirmin Zurbriggen      | 2:39,38 min |
| 4     | LUX  | Marc Girardelli        | 2:39,57 min |
| 5     | SUI  | Martin Hangl           | 2:39,75 min |
| 6     | SWE  | Ingemar Stenmark       | 2:39,85 min |
| 7     | ITA  | Alberto Tomba          | 2:40,11 min |
| 8     | NOR  | Ole Kristian Furuseth  | 2:40,62 min |
| -     | -    | -                      | -           |
| 12    | SUI  | Patrick Staub          | 2:41,07 min |
| 13    | FRG  | Markus Wasmeier        | 2:41,32 min |
| 14    | SUI  | Urs Kälin              | 2:41,37 min |
| 19    | FRG  | Michael Eder           | 2:43,91 min |
| 22    | FRG  | Armin Bittner          | 2:44,64 min |
| 26    | LIE  | Robert Büchel          | 2:46,76 min |
| 51    | MEX  | Hubertus von Hohenlohe | 3:04,35 min |

Titelverteidiger: Pirmin Zurbriggen (SUI)

Datum: 9. Februar, 09:00 Uhr (1. Lauf), 12:30 Uhr (2. Lauf)

Piste: „International“

Länge: 1450 m, Höhenunterschied: 372 m

Tore: 54 (1. Lauf), 54 (2. Lauf)
Am Start waren 101 Läufer, 68 von ihnen erreichten das Ziel.
Ausgeschieden u. a.: Didier Bouvet (FRA), Tomaž Čižman (YUG), Hans Enn (AUT), Robert Erlacher (ITA), Markus Foser (LIE), Fredrik Nyberg (SWE), Hans Pieren (SUI), Hubert Strolz (AUT)

Nach dem ersten Durchgang führte der mit Nr. 15 gestartete Nierlich in 1:17,07 mit Vorsprüngen von 0,97 s und 1,26 s auf Hangl und Zurbriggen; es folgten Furuseth (+1,41 s), Girardelli (+1,43 s), Stenmark (+1,70 s) und Wasmaier (+1,96 s). Helmut Mayer war mit 2,07 s Rückstand Zehnter, Tomba (+2,75 s), der fast gestürzt wäre, nur Fünfzehnter. Hans Enn (Nr. 2), der nach seiner Schnellheilung nach Kreuzbandriss angetreten war, hatte schon nach wenigen Toren aufgeben müssen, wobei er einen Muskelabriss im lädierten Knie erlitt und am 13. Februar in Innsbruck von Dozent Benedetto operiert wurde; auch Strolz schied aus.

Den zweiten Lauf gewann Mayer in 1:20,14 mit 0,15 s Vorsprung auf Tomba, 0,45 s auf Nierlich und 0,91 s auf Zurbriggen.

### Slalom
| Platz | Land | Sportler               | Zeit        |
| ----- | ---- | ---------------------- | ----------- |
| 1     | AUT  | Rudolf Nierlich        | 2:02,85 min |
| 2     | FRG  | Armin Bittner          | 2:03,29 min |
| 3     | LUX  | Marc Girardelli        | 2:03,65 min |
| 4     | SUI  | Paul Accola            | 2:03,80 min |
| 5     | SWE  | Jonas Nilsson          | 2:03,87 min |
| 6     | NOR  | Ole Kristian Furuseth  | 2:05,18 min |
| 7     | LIE  | Paul Frommelt          | 2:05,34 min |
| 8     | YUG  | Grega Benedik          | 2:05,55 min |
| 9     | AUT  | Thomas Stangassinger   | 2:07,25 min |
| 10    | SUI  | Patrick Staub          | 2:07,48 min |
| -     | -    | -                      | -           |
| 26    | MEX  | Hubertus von Hohenlohe | 2:34,66 min |

Titelverteidiger: Frank Wörndl (GER)

Datum: 12. Februar, 09:00 Uhr (1. Lauf), 11:30 Uhr (2. Lauf)

Piste: „International“

Start in 2706 m Höhe; Länge: 480 m, Höhenunterschied: 207 m

Tore: 73 (1. Lauf); 74 (2. Lauf) – Kurssetzer Didier Bonvin (SUI); Tino Pietrogiovanna (ITA)
Am Start waren 94 Läufer, 31 von ihnen erreichten das Ziel.
Ausgeschieden u. a.: Florian Beck (FRG), Markus Foser (LIE), Bernhard Gstrein (AUT), Urs Kälin (SUI), Fredrik Nyberg (SWE), Tetsuya Okabe (JPN), Rok Petrovič (YUG), Richard Pramotton (ITA), Ingemar Stenmark (SWE), Alberto Tomba (ITA), Michael Tritscher (AUT), Frank Wörndl (FRG), Pirmin Zurbriggen (SUI)
Beim österreichischen Team ersetzte Thomas Stangassinger, der als einziger der ÖSV-Läufer erst später eingetroffen war, den an einer Seitenstrang-Angina erkrankten Hubert Strolz.
Nierlich (Nr. 10) war nach dem ersten Lauf in 57,57 s. Zweiter hinter Bittner (57,32 s) und vor Girardelli (58,23 s); Stenmark (der nur die Start-Nr. 16 hatte) lag in 59,80 s auf Rang 12. Gstrein, Tomba (er war kopfüber fast den ganzen Hang hinuntergestürzt), McGrath, Zurbriggen und Titelverteidiger Wörndl waren ausgeschieden.
Der zweite Durchgang begann mit einer Ausfallsorgie. Bevor die besten Fünf an die Reihe kamen, waren nur drei Läufer in der Wertung. Weil gleich als Erster Pramotton ausfiel, brachte das italienische Team keinen in die Wertung. Stenmark verzeichnete mit seinem Ausscheiden keinen erfreulichen Abgang von seiner letzten WM, auch Tritscher fiel aus. Da dann aber das Führungsquintett durchkam, waren wenigstens vorerst acht Läufer klassiert. Nierlich hatte es gerade beim letzten Übergang am besten verstanden, nicht zu hasardieren, aber auch nicht derart wie der Führende Bittner zu bremsen. Accola belegte in beiden Läufen in 58,27 und 65,53 s Rang 4. Finn Christian Jagge, damals noch unbekannt, belegte in 129,28 s Rang 14.

### Kombination
| Platz | Land | Sportler               | Zeit A        | Zeit S        | Punkte |
| ----- | ---- | ---------------------- | ------------- | ------------- | ------ |
| 1     | LUX  | Marc Girardelli        | 2:04,64 (2.)  | 1:37,65 (3.)  | 4,72   |
| 2     | SUI  | Paul Accola            | 2:05,82 (4.)  | 1:37,85 (6.)  | 16,26  |
| 3     | AUT  | Günther Mader          | 2:07,36 (9.)  | 1:38,14 (9.)  | 31,49  |
| 4     | SUI  | Pirmin Zurbriggen      | 2:08,15 (14.) | 1:38,47 (11.) | 40,41  |
| 5     | FRG  | Markus Wasmeier        | 2:05,50 (3.)  | 1:43,18 (17.) | 45,91  |
| 6     | SUI  | Patrick Staub          | 2:08,71 (15.) | 1:40,15 (14.) | 55,53  |
| 7     | AUT  | Michael Tritscher      | 2:10,73 (19.) | 1:37,91 (7.)  | 59,56  |
| 8     | TCH  | Marián Bíreš           | 2:07,09 (8.)  | 1:43,47 (18.) | 61,54  |
| -     | -    | -                      | -             | -             | -      |
| 10    | FRG  | Berni Huber            | 2:06,13 (6.)  | 1:46,61 (23.) | 72,31  |
| 17    | LIE  | Paul Frommelt          | 2:15,03 (27.) | 1:37,83 (5.)  | 96,68  |
| 19    | LIE  | Gregor Hoop            | 2:12,50 (24.) | 1:44,29 (20.) | 113,89 |
| 22    | LIE  | Markus Foser           | 2:10,50 (18.) | 1:48,29 (24.) | 120,76 |
| 35    | MEX  | Hubertus von Hohenlohe | 2:14,93 (26.) | 2:05,33 (43.) | 263,26 |

Titelverteidiger: Marc Girardelli (LUX)

Datum: 3. Februar, 12:00 Uhr (Abfahrt)
30. Januar, 10:00 Uhr / 12:30 Uhr (Slalom)
Abfahrtsstrecke: „Centennial“

Streckenlänge: 3339 m, Höhenunterschied: 801 m

Tore: 38
Slalomstrecke: „Centennial“

Höhenunterschied: 180 m

Tore: 61 (1. Lauf), 57 (2. Lauf)
Am Start waren 85 Läufer, 45 klassierten sich.
Ausgeschieden u. a.: Luc Alphand (FRA), Armin Bittner (FRG), Tomaž Čižman (YUG), Bernhard Gstrein (AUT), Finn Christian Jagge (NOR), Gustav Oehrli (SUI), Franck Piccard (FRA), Richard Pramotton (ITA), Peter Runggaldier (ITA), Hubert Strolz (AUT), Hansjörg Tauscher (FRG)
Sowohl der Gold- als auch Silbermedaillengewinner der vorjährigen Olympischen Spiele, Hubert Strolz als auch Bernhard Gstrein, schieden aus. Allerdings hatte der ÖSV nur drei Läufer nominiert. Die im Abfahrtstraining davongetragene Verletzung machte Mitfavorit Zurbriggen, der im Kombinationsslalom als Elfter 1,58 s auf Furuseth und 0,68 s auf den eigentlichen Rivalen Girardelli Rückstand hatte, doch zu schaffen. Sein Abstand in der Abfahrt mit Rang 14 (Rückstand 3,52 s auf Sieger Michael Mair und 3,51 s auf den Zweitplatzierten „Gira“) war zu groß, um noch in die Medaillenränge zu kommen. Der Start der Abfahrt war wegen Nebels um eine Stunde verschoben worden.

## Frauen

### Abfahrt
| Platz | Land | Sportlerin          | Zeit        |
| ----- | ---- | ------------------- | ----------- |
| 1     | SUI  | Maria Walliser      | 1:46,50 min |
| 2     | CAN  | Karen Percy         | 1:48,00 min |
| 3     | FRG  | Karin Dedler        | 1:48,01 min |
| 4     | SUI  | Heidi Zurbriggen    | 1:48,05 min |
| 5     | JPN  | Emi Kawabata        | 1:48,32 min |
| 6     | FRG  | Michaela Gerg       | 1:48,38 min |
| 7     | CAN  | Kerrin Lee-Gartner  | 1:48,45 min |
| 8     | SUI  | Michela Figini      | 1:48,57 min |
| 9     | SUI  | Heidi Zeller-Bähler | 1:48,60 min |
| -     | -    | -                   | -           |
| 11    | FRG  | Rosi Krenn          | 1:48,78 min |
| 12    | AUT  | Petra Kronberger    | 1:48,83 min |
| 15    | AUT  | Veronika Wallinger  | 1:49,01 min |
| 19    | FRG  | Regine Mösenlechner | 1:49,10 min |
| 20    | SUI  | Chantal Bournissen  | 1:49,19 min |
| 22    | AUT  | Elisabeth Kirchler  | 1:49,24 min |
| 28    | AUT  | Sigrid Wolf         | 1:50,28 min |

Titelverteidigerin: Maria Walliser (SUI)

Datum: 5. Februar, 13:00 Uhr

Piste: „International“

Länge: 2591 m, Höhenunterschied: 667 m

Tore: 38
Am Start waren 34 Läuferinnen, 32 von ihnen kamen in die Wertung; Carole Merle wurde wegen eines Frühstarts disqualifiziert.(Quellenhinweis siehe bitte Ergänzungen zum Damen-Riesenslalom).

### Super-G
| Platz | Land | Sportlerin          | Zeit        |
| ----- | ---- | ------------------- | ----------- |
| 1     | AUT  | Ulrike Maier        | 1:19,46 min |
| 2     | AUT  | Sigrid Wolf         | 1:19,49 min |
| 3     | FRG  | Michaela Gerg       | 1:19,50 min |
| 4     | SUI  | Maria Walliser      | 1:19,69 min |
| 5     | FRG  | Regine Mösenlechner | 1:20,08 min |
|       | SUI  | Michela Figini      | 1:20,08 min |
| 7     | CAN  | Michelle McKendry   | 1:20,27 min |
| 8     | AUT  | Petra Kronberger    | 1:20,38 min |
| 9     | AUT  | Anita Wachter       | 1:20,39 min |
| -     | -    | -                   | -           |
| 11    | FRG  | Karin Dedler        | 1:20,58 min |
| 12    | SUI  | Heidi Zurbriggen    | 1:20,78 min |
| 17    | SUI  | Heidi Zeller-Bähler | 1:20,91 min |
| 26    | SUI  | Vreni Schneider     | 1:22,50 min |

Titelverteidigerin: Maria Walliser (SUI)

Datum: 8. Februar, 09:30 Uhr

Piste: „International“

Länge: 1671 m, Höhenunterschied: 478 m

Tore: 41
Am Start waren 63 Läuferinnen, 53 von ihnen erreichten das Ziel.
Ausgeschieden u. a.: Cathy Chedal (FRA), Traudl Hächer (FRG), Carole Merle (FRA)

Ulrike Maier holte, ohne bislang einen Weltcup-Sieg fixiert zu haben, Gold im Super-G (dass sie schwanger war, erfuhr man erst um den 25. Februar in Steamboat Springs) – es gab eine denkbar enge Medaillenentscheidung! Maier (Nr. 1) und Wolf (Nr. 4) fuhren den untersten Streckenteil (der den Namen «Pepi's face» trug, nach dem nach Vail ausgewanderten Österreicher Pepi Gramshammer benannt war). Maier fuhr bei der ersten Zwischenzeit 32,78 s, bei der zweiten 58,19 s; vor allem bei der ersten Messung waren viele Läuferinnen etwas schneller. Überraschend schaffte es die bisherige Saison-Dominatorin Carole Merle (Nr. 6) nur zur ersten Zwischenzeit, wo sie mit 0,34 s Vorsprung am besten lag, danach kam sie nach einem Sprung aus der Spur und schied aus. Dann war es speziell Maria Walliser (Nr. 12) mit 32,28 s, und sie war auch bei der zweiten Zwischenzeit in 57,96 s voraus. Michaela Gerg (Nr. 14) wurde mit 32,70 s und 58,15 s gemessen.

McKendry kam mit Nr. 35 auf den 7. Platz.

Weitere interessante Platzierungen:

10. Karen Percy (CAN) 1:20,47

14. Diann Roffe (USA) 1:20,82

15. Catherine Quittet (FRA) 1:20,85

23. Mateja Svet (YUG) 1:21,68

### Riesenslalom
| Platz | Land | Sportlerin             | Zeit        |
| ----- | ---- | ---------------------- | ----------- |
| 1     | SUI  | Vreni Schneider        | 2:29,37 min |
| 2     | FRA  | Carole Merle           | 2:30,50 min |
| 3     | YUG  | Mateja Svet            | 2:31,92 min |
| 4     | SUI  | Maria Walliser         | 2:32,05 min |
| 5     | FRG  | Karin Dedler           | 2:32,33 min |
| 6     | FRA  | Cathy Chedal           | 2:32,97 min |
| 7     | ESP  | Blanca Fernández Ochoa | 2:33,22 min |
| 8     | AUT  | Ulrike Maier           | 2:33,45 min |
| -     | -    | -                      | -           |
| 10    | AUT  | Ingrid Salvenmoser     | 2:33,66 min |
| 11    | SUI  | Heidi Zurbriggen       | 2:33,77 min |
| 13    | AUT  | Anita Wachter          | 2:34,29 min |

Titelverteidigerin: Vreni Schneider (SUI)

Datum: 11. Februar, 10:00 Uhr (1. Lauf), 12:30 Uhr (2. Lauf)

Piste: „International“

Länge: 1400 m, Höhenunterschied: 338 m

Tore: 47 (1. Lauf), 51 (2. Lauf)
Am Start waren 73 Läuferinnen, 38 von ihnen erreichten das Ziel.
Ausgeschieden u. a.: Deborah Compagnoni (ITA), Michaela Gerg (FRG), Zoë Haas (SUI), Traudl Hächer (FRG), Kerrin Lee-Gartner (CAN), Paoletta Magoni (ITA), Christina Meier-Höck (FRG), Tamara McKinney (USA), Karen Percy (CAN), Veronika Šarec (YUG), Warwara Selenskaja (URS)
Die ursprünglich mit einer Zeit von 2:31,80 min gemessene Drittplatzierte Christelle Guignard wurde nach einer positiven Dopingprobe disqualifiziert.
Entgegen dem Slalom konnte Schneider als wiederum große Favoritin dem Erwartungsdruck standhalten; sie führte bereits nach dem ersten Lauf. Die Österreicherinnen blieben ihrer latenten Schwäche in dieser Disziplin treu, wobei Sigrid Wolf schon im ersten Lauf ausschied.

### Slalom
| Platz | Land | Sportlerin             | Zeit        |
| ----- | ---- | ---------------------- | ----------- |
| 1     | YUG  | Mateja Svet            | 1:30,88 min |
| 2     | SUI  | Vreni Schneider        | 1:31,49 min |
| 3     | USA  | Tamara McKinney        | 1:31,66 min |
| 4     | ESP  | Blanca Fernández Ochoa | 1:31,75 min |
| 5     | AUT  | Ingrid Salvenmoser     | 1:32,57 min |
| 6     | AUT  | Monika Maierhofer      | 1:32,77 min |
| 7     | FRG  | Anette Gersch          | 1:33,37 min |
| 8     | USA  | Eva Twardokens         | 1:33,40 min |
| -     | -    | -                      | -           |
| 15    | LIE  | Jolanda Kindle         | 1:36,10 min |

Titelverteidigerin: Erika Hess (SUI) (Karriere beendet)

Datum: 7. Februar, 09:30 Uhr (1. Lauf), 12:30 Uhr (2. Lauf)

Piste: „Centennial“

Länge: 480 m, Höhenunterschied: 180 m

Tore: 53 (1. Lauf), 56 (2. Lauf)
Am Start waren 67 Läuferinnen, 32 von ihnen erreichten das Ziel.
Ausgeschieden u. a.: Patricia Chauvet (FRA), Brigitte Gadient (SUI), Christine von Grünigen (SUI), Paoletta Magoni (ITA), Ulrike Maier (AUT), Brigitte Oertli (SUI), Veronika Šarec (YUG), Anita Wachter (AUT)

### Kombination
| Platz | Land | Sportler          | Zeit A        | Zeit S        | Punkte |
| ----- | ---- | ----------------- | ------------- | ------------- | ------ |
| 1     | USA  | Tamara McKinney   | 1:32,10 (3.)  | 1:18,70 (2.)  | 5,65   |
| 2     | SUI  | Vreni Schneider   | 1:33,94 (11.) | 1:18,58 (1.)  | 26,63  |
| 3     | SUI  | Brigitte Oertli   | 1:31,99 (2.)  | 1:22,50 (8.)  | 32,88  |
| 4     | YUG  | Mateja Svet       | 1:34,11 (13.) | 1:19,54 (3.)  | 35,86  |
| 5     | AUT  | Anita Wachter     | 1:32,61 (5.)  | 1:21,93 (6.)  | 35,97  |
| 6     | AUT  | Ulrike Maier      | 1:32,25 (4.)  | 1:22,73 (10.) | 37,70  |
| 7     | AUT  | Petra Kronberger  | 1:33,55 (9.)  | 1:20,94 (5.)  | 39,71  |
| 8     | CAN  | Michelle McKendry | 1:34,44 (8.)  | 1:22,54 (9.)  | 50,41  |
| -     | -    | -                 | -             | -             | -      |
| 21    | FRG  | Rosi Krenn        | 1:32,86 (9.)  | 2:00,68 (24.) | 333,09 |

Titelverteidigerin: Erika Hess (SUI) (Karriere beendet)

Datum: 2. Februar, 11:00 Uhr (Abfahrt)
29. Januar, 10:00 Uhr / 12:30 Uhr (Slalom)
Abfahrtsstrecke: „International“

Streckenlänge: 2234 m, Höhenunterschied: 598 m

Tore: 34
Slalomstrecke: „Centennial“

Höhenunterschied: 159 m

Tore: 45 (1. Lauf), 45 (2. Lauf)
Am Start waren 43 Läuferinnen, 22 klassierten sich.
Ausgeschieden u. a.: Chantal Bournissen (SUI), Annelise Coberger (NZL), Sylvia Eder (AUT), Michaela Gerg (FRG), Florence Masnada (FRA), Karen Percy (CAN), Veronika Šarec (YUG)
Die Damen des ÖSV waren auf Grund des Slalomergebnisses optimistisch gewesen, vor allem Petra Kronberger als Fünfte (und doch die bessere Abfahrerin als Slalomläuferin, zudem auch in den Trainings gut abgeschnitten) galt als Mitfavoritin. Daher kam ihr Rückfall unerwartet, wie überhaupt in der österreichischen Presse das Ergebnis als enttäuschend bezeichnet wurde.

## Medaillenspiegel
| Platz | Land               | Gold | Silber | Bronze | Gesamt |
| ----- | ------------------ | ---- | ------ | ------ | ------ |
| 1     | Schweiz            | 3    | 5      | 3      | 11     |
| 2     | Österreich         | 3    | 2      | 1      | 6      |
| 3     | BR Deutschland     | 1    | 1      | 2      | 4      |
| 4     | Jugoslawien        | 1    | –      | 2      | 3      |
| 5     | Luxemburg          | 1    | –      | 1      | 2      |
|       | Vereinigte Staaten | 1    | –      | 1      | 2      |
| 7     | Frankreich         | –    | 1      | –      | 1      |
|       | Kanada             | –    | 1      | –      | 1      |